# 马甲子属

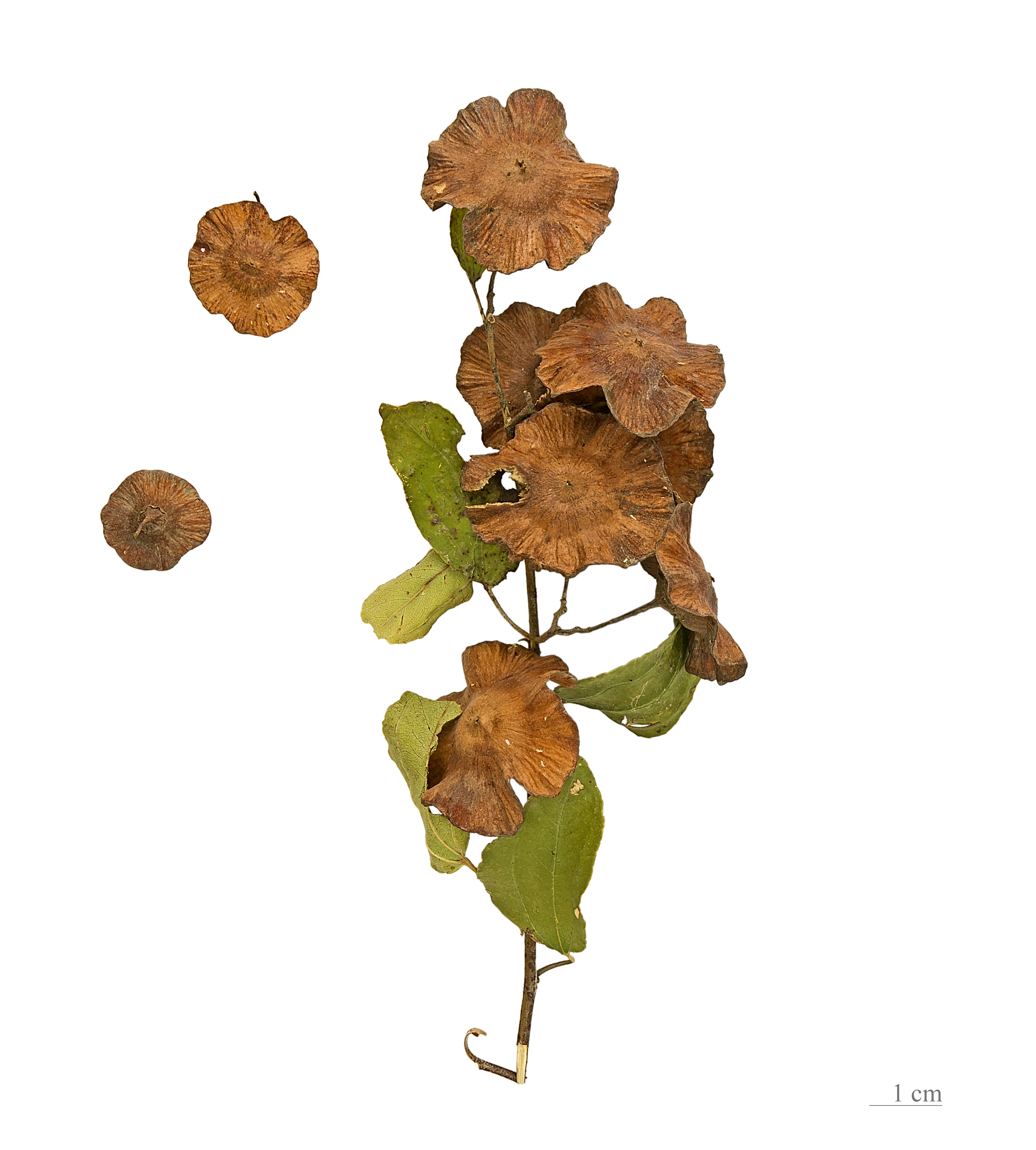
Paliurus spina-christi

马甲子属（学名：Paliurus）是鼠李科下的一个属，为灌木或小乔木植物。该属共有8种，分布于南欧和东亚。

## 下属物种
- 铜钱树 Paliurus hemsleyanus
- 硬毛马甲子 Paliurus hirsutus
- 短柄铜钱树 Paliurus orientalis
- 马甲子 Paliurus ramosissimus
- 滨枣 aliurus spina-christi